# Bíró József (festőművész)
Dévai Bíró József (Pókakeresztúr, 1887. március 16. – Castagnola, Svájc, 1975. január 13.) festőművész.

## Életútja
Édesapja Pókakeresztúr paptanítója (lévitája) volt. Korábban 360 hold földdel rendelkezett, amit a természeti csapások és a másokért való jótállások miatt elvesztett. Ezután Marosvásárhelyre költözött, később pedig Budapestre ment tovább családostul. Bíró József ötéves korában vesztette el édesanyját, Székely Zsófiát, aki gyermekszülésben hunyt el. 13 éves korában halt meg édesapja. Öt testvérével együtt maradt árván, jótékony társadalmi szerveknek nevelték őket. Bíró József a budapesti Lónyay utcai gimnáziumban kezdte meg középiskolai tanulmányait, s a debreceni kollégiumban és a máramarosszigeti gimnáziumban tanult. Ezután 1911-ben felvételt nyert a Képzőművészeti Főiskolára, ahol mestere Balló Ede volt. Ezután Párizsban képezte magát tovább a Julian Akadémián Jean-Paul Laurens-nál. Tanulmányúton járt Olaszországban, Svájcban, valamint Ausztriában, majd visszatért Párizsba. Az első világháború során egy időre internáló táborba került, ezt követően Genfbe ment, ahol befejezte tanulmányait Ferdinand Holdernél. Itt is nősült meg. Első gyűjteményes kiállítása Zürichben volt. 1920-től újból Magyarországon élt. 1923-ig rajztanárként működött Budapesten, ugyanebben az évben kiállítása volt a Paál László Társaság jóvoltából. Ennek a társaságnak volt titkára 1944-ig. 1946-ban családjával együtt kivándorolt Svájcba, de gyakran látogatott vissza Magyarországra, a magyar tájakat is megörökítette képein. Brè faluban élt, a Luganói-tó partján. 
1937-ben díjat nyert Isteni béke c. festménye a Nemzeti Szalonban megrendezett egyházművészeti kiállításon. 1962-ben Luganóban gyűjteményes kiállításon szerepeltek művei. Alkotásait több külföldi múzeum őrzi (Barcelona, Stockholm, St. Louis, Bern, Lugano stb.), Magyarországon legtöbb képe az esztergomi Keresztény Múzeumban található.
Baráti köréhez tartozott többek között Beron Gyula, aki 1925—35 között Párizsban élt és dolgozott, Glatter Gyula (1886—1927), Prihoda István rézkarcoló, Belányi Viktor, Merész Gyula, Prohászka József, Vesztróczy Manó, a Paál László Társaság elnöke, Gaál Ferenc, Emőd Aurél, Jeges Ernő, Udvary Géza, Kiss Rezső, Sárdy Brutus restaurátor, és a tiszaújlaki születésű Koródy György építészmérnök-iparművész, aki Lechner Ödön műtermében dolgozott.
Három fia közül András Párizsban tanult francia ösztöndíjjal, s a város egyik vezető építésze lett. Két ikeröccse szintén építész lett, Franciska lánya pedig iparművésztanár. Utóbbi az 1960-as évek közepén megkapta az engedélyt édesapja Magyarországon tárolt képeinek kivitelére.
Tagja volt a „Fészek" Művészek Klubjának (1923), a Magyar Újságrajzoló Művészek Egyesületének, a Magyar Képzőművészek Országos Szövetségének (1932). Elnyerte a Fészek Műbarátok díját, az 1926-os egyházművészeti kiállítás első díját, valamint arany oklevelét, s 1929-ben ezüst éremmel jutalmazták Barcelonában, szintén 1929-ben pedig ezüstdíjat nyert Genovában. A Népszövetség tízéves jubileuma alkalmából Genfben megrendezett magyar kiállításon a kormány kérésére ő fogadta és kalauzolta a diplomatákat, többek között a belga királyt is, aki őt is, feleségét is meghívta Brüsszelbe.

## Művei
- Vitorlások a Balatonon (1919)
- Rózsadombon (1924)
- Svájci táj I. (1924)
- Svájci táj II. (1925)
- Apadó Balaton (1925)
- Budapesti Dunapart I—IV. (1925)
- Pilátus Fürigenből (1928)
- Andriska asztal mellett (1928)
- Lido (1929)
- Hegyi szilfák (1929)
- Sólyomvadásznő (1930)
- Ébredés (1933)
- Útszélen (1934)
- Délután (1935)
- Kisfiam mesél (1935)
- Virágos mező (1935)
- Szeptember Máriabesnyőn (1936)
- Anyuka (1936)
- Nyárfák (1940)
- Szarvaskő (1942)
- Palóc lány (1944)
- Hazafelé Burgenlandban (1965)
- Burgenland I, II. (1965)